# Marat Satybaldijew
Marat Satybaldijew (russisch Марат Сатыбалдиев; kasachisch Марат Қуанбайұлы Сатыбалдиев/Marat Kuanbajuly Satybaldijew; * 22. April 1962) ist ein ehemaliger sowjetischer Radrennfahrer.
1988 wurde Marat Satybaldijew, der für den Verein SKA Skyl-Odra startete, sowjetischer Meister im Zweier-Mannschaftsfahren, gemeinsam mit Alexander Alexandrow und im Punktefahren der Amateure Dritter. 1989 errang er bei den Bahn-Weltmeisterschaften in Lyon den Weltmeistertitel im Punktefahren und im selben Jahr in dieser Disziplin auch den nationalen Titel.
1990 wurde Satybaldijew Profi und startete gemeinsam mit dem Tschechoslowaken Martin Penc beim Berliner Sechstagerennen. Sie waren damit die ersten Profis aus dem ehemaligen Ostblock, die in Berlin an den Start gingen; die Mannschaft belegte Platz fünf.